# Међународни систем јединица
Међународни систем јединица (фр. Système international d’unités, односно енгл. International System of Units), познат по свом акрониму СИ (од фр. SI), најшире је коришћени систем јединица. То је најчешћи систем за свакодневну трговину у свету, и скоро је универзално коришћен у науци.
Године 1960, СИ је одабран као специфичан подскуп постојећег метар-килограм-секунд система јединица (МКС), пре него старијег центиметар-грам-секунд система (ЦГС). Касније су разне нове јединице додаване увођењем СИ-ја. На СИ се понекад односи као на метрички систем, посебно у САД, које га нису широко усвојиле, иако је чешће коришћен скоријих година, и у Уједињеном Краљевству, где је конверзија делимична. СИ је специфични канон мера изведен и проширен из метричког система; међутим, нису све метричке јединице за мерење прихваћене као СИ јединице.

## Историја
Научници, посебно у Француској, су дискутовали о децималном систему мерења базираном на природним јединицама бар од 1640. године, али прво званично усвајање таквог система је било после Француске револуције, 1789. године. Метрички систем је покушао да изабере јединице које су биле непроизвољне, а практичне, што се добро стопило са револуцијском званичном идеологијом „чистог разума"; предложен је као приметно побољшање над неуједначеним произвољним јединицама које су постојале раније, а чије су вредности често зависиле од региона.
Најзначајнија јединица била је за дужину: један метар је првобитно дефинисан да буде једнак 1/10 000.000 раздаљине од пола до екватора дуж меридијана који је пролазио кроз Париз. Ово је приближно 10% дуже од једне јарде. Касније је направљена шипка од платине са попречним пресеком у облику слова Х, како би послужила као стандард за дужину једног метра који може лако да се провери. Због потешкоћа да се стварно и измери дужина квадранта меридијана у 18. веку, први прототип од платине је био краћи за 0,2 милиметра. Нешто скорије, метар је редефинисан као одређени умножак таласне дужине специфичног зрачења, а тренутно је дефинисан као растојање које светлост пређе у вакууму за специфични период времена. Покушаји да се целобројни умножак метра повеже са било којим меридијаном су напуштени.
Првобитна основна јединица за масу у метричком систему је био грам, али је ово убрзо промењено на килограм, који је дефинисан као маса 0.001 m³ чисте дестиловане воде када је најгушћа (на +3,98 °C). 0,001 m³ је такође дефинисан као један литар, тако да су запремине могле лако да се упоређују користећи далеко згоднију јединицу него веома велики кубни метар. До 1799, произведен је цилиндар од платине да служи као стандард за килограм, тако да се за примарни стандард није користио ниједан стандард базиран на води, када је метрички систем заиста био коришћен. Године 1890, овај цилиндар је замењен новим цилиндром од легуре (90%) платине и (10%) иридијума, који од тада служи као стандард и чува се у париском трезору. Килограм је једина основна јединица која није редефинисана у вези са немењајућим природним феноменом. Међутим, на састанку Краљевског удружења у Лондону, 15. фебруара 2005, научници су се позвали на масу стандардног килограма у Паризу да буде замењена као званична дефиниција износећи да „непроменљива особина природе“ треба да се користи (пре него материјални предмет чија маса може благо да се промени), али одлуке о редефиницији не могу да буду донесене пре 2007. године.
Јединица за температуру је постала центиград или обрнути Целзијусов град, што значи да је живина скала подељена на 100 једнаких делова, између мешавине воде и леда и тачке кључања чисте, дестиловане воде. Кључајућа вода тако има сто степени Целзијусових, а леђење је на нула степени. Ово је метричка јединица температуре у свакодневној употреби. Сто година касније, научници су открили апсолутну нулу. Ово је изазвало успостављање нове температурне скале, апсолутне скале која помера нулту тачку на апсолутну нулу. Названа је Келвинова скала и конципирана је да се одржи 100 келвина између тачке леђења и кључања воде.
Метричка јединица за време је постала секунд, првобитно дефинисан као 1/86400 просечног сунчевог дана. Званична дефиниција секунде се мењала неколико пута због повећаних научних потреба (астрономска посматрања, кварцни часовници, цезијумски атомски часовник), али корисници ручног сата нису осетили релативно никакву промену.
Брзо усвајање метричког система широм света као алат за економију и свакодневну трговину је базиран углавном на недостатку произвољних система у многим државама како би се адекватно описали неки концепти, или на резултату покушаја да се стандардизује више регионалних варијанти у произвољном систему. Међународни чиниоци су такође утицали на усвајање метричког система, пошто је пуно држава повећало своју трговину. У научном смислу, пружа лакоћу када се ради са веома великим и малим величинама, јер се добро уклапа са нашим децималним бројним системом.
Културне разлике могу да се представе у локалним свакодневним употребама метричких јединица. На пример, хлеб се продаје у величинама од пола, једног или два килограма у многим земљама, али можете да га купите у умношцима од сто грама у земљама бившег Совјетског Савеза. У неким земљама, неформална мера шоља је постала 250 mL, а цене за неке производе су дате као „по 100 g", пре него „по 1 kg". Дубока културна разлика између физичара и инжењера, поготово радио инжењера, је постојала пре усвајања МКС система, па самим тим и његовог наследника, СИ. Инжињери су радили са волтима, амперима, омима, фарадима и кулонима, који су од велике практичне користи, док су cgs јединице, добре за теоретску физику (због одсуства измишљених „константи“, као што је „пермитивност вакуума"), прилично лоше за употребу у инжењерству и потпуно непознате кућама које користе апарате у волтима и ватима.
Не-научни људи не треба да буду обесхрабрени подешавањима која су се дешавала на метричким основним јединицама током последњих двеста година, пошто су експерти стално покушавали да редефинишу метрички систем како би одговарао најбољем научном истраживачу (нпр. промене из ЦГС у МКС па у СИ систем или стварање Келвинове скале). Ове промене не утичу на свакодневну употребу метричких јединица. Присуство ових подешавања је било један разлог због кога су заговорници америчких произвољних јединица били против метрикације; међутим, ове произвољне јединице су сада дефинисане у вези са СИ јединицама, тако да свака разлика у дефиницијама код СИ јединица проузрокује разлику у дефиницијама код произвољних јединица.
СИ је први пут добио своје име 1960. године, а последњи пут 1971. Њиме управља организација за стандарде: Међународни биро за тежине и мере (Bureau International des Poids et Mesures).
Кнежевина Србија је приступила Метарској конвенцији 1879. године. После Првог светског рата, 1918. године, сва права и обавезе у оквиру конвенције преузела је Краљевина СХС, потом Југославија. После осамостаљења Република Србија је као правни следбеник наследила чланство у Међународном комитету за тегове и мере.

## Основа
СИ се састоји од седам основних јединица, заједно са скупом префикса.
Седам СИ основних јединица су: килограм, метар, секунд, ампер, келвин, мол и кандела.
СИ такође дефинише и одређени број СИ префикса који се користе уз јединице: они се комбинују са било којим именом јединице да би се добили умношци. На пример, префикс кило означава умножак од хиљаду, тако да километар износи 1000 m, килограм 1000 грама итд. Префикси никад нису спојени, тако да је милионити део килограма милиграм, а не 'микрокилограм'.

## СИ стил писања
- Симболи се пишу малим словом, осим када су изведени од имена особе. На пример, јединица за притисак је названа по Блезу Паскалу, тако да се симбол пише "Pa", док се сама јединица пише паскал. Изузетак је литар, чија је званична скраћеница "L". "l" се често користи, али је замењено, јер је превише личи на "1".
- Симболи се пишу у једнини: нпр. "25 kg", а не "25 kgs".
- Симболи немају тачку (.) на крају.
- Пожељније је да се симболи пишу римски усправно (m за метре, L за литре), да би се разликовали од курзивних слова коришћених за математичке променљиве (m за масу, l за дужину).
- Размак треба да раздваја број и симбол, нпр. "2,21 kg", "7,3·102 m²". Изузеци су симболи за раванске степене, минуте и секунде (°, ′ и ″), који се стављају одмах после броја, без размака.
- Размаци треба да се користе да групишу децималне цифре у тројке, нпр. 1 000.000 или 342 142 (насупрот тачкама и зарезима који се користе у другим системима, нпр. 1.000.000 или 1,000,000).
- У енглеском језику, децимални симбол треба да се пише као тачка, тј. број „двадесетчетири кома педесетједан“ треба да се напише као "24.51". (Ово је уведено од стране CIРМа 1997. године). У свим осталим језицима, користи се зарез (тј. "24,51").
- Симболи за изведене јединице формиране од више јединица множењем се спајају размаком или средњом тачком (·), нпр. N m или N·m.
- Симболи формирани дељењем две јединице су спојени знаком "кроз" (/) или имају негативан изложилац. На пример, „метар у секунди“ може да се пише "m/s", "m s-1", "m·s-1" или {\displaystyle {\frac {\mbox{m}}{\mbox{s}}}}. Знак „кроз“ не би требало да се користи када је резултат двосмислен, тј. "kg·m-1·s-2" је прикладније него "kg/m/s2".

Са пар изузетака, овај систем може легално да се користи у свим земљама на свету, а многе државе немају дефиниције осталих јединица. Те државе, које и даље званично признају не-СИ јединице (нпр. САД и Уједињено Краљевство), дефинисале су многе од модерних јединица у вези са СИ јединицама; на пример, јарда је дефинисана као тачно 0,9144 m. У САД, раздаљине се такође дефинишу у вези са метричким јединицама, али другачије: 1 јарда = 3600/3937 m. Оне, међутим, нису редефинисане због акумулације грешке коју би изазвале, па су стопа и миља остале одвојене јединице.

## Јединице

### Основне јединице
Следеће су фундаменталне јединице из којих су све остале изведене, оне су димензионо независне. Дефиниције у табели су широм прихваћене.
| СИ основне јединице | СИ основне јединице | СИ основне јединице        | СИ основне јединице | СИ основне јединице |
| ------------------- | ------------------- | -------------------------- | --- | ------------------- |
| Име                 | Симбол              | Величина                   | Дефиниција |                     |
| килограм            | kg                  | маса                       | Јединица за масу је једнака маси међународног прототипа килограма (ваљка од платине-иридијума) чуваног у Међународном бироу за тежине и мере (BIPM), у Севру, у Паризу (1. CGPM (1889), CR 34-38). Напомена: килограм је једина основна јединица са префиксом; грам се дефинише као изведена јединица, једнака 1/1000 килограма; префикси као што је мега се додају на грам, а не kg; нпр. Gg, а не Mkg. Такође је једина јединица која се још увек дефинише преко физичког прототипа уместо природног феномена који је могуће измерити (видите килограм за алтернативне дефиниције). |                     |
| секунд              | s                   | време                      | Јединица за време је трајање од тачно 9192631770 периода зрачења које одговара прелазу између два хиперфина нивоа основног стања атома цезијума 133 на температури од 0 К (13. CGPM (1967-1968) Резолуција 1, CR 103). |                     |
| метар               | m                   | дужина                     | Јединица за дужину је једнака дужини путање коју у вакууму пређе светлост за време од 1/299792458 секунди (17. CGPM (1983) Резолуција 1, CR 97).. |                     |
| ампер               | A                   | електрична струја          | Јединица за електричну струју је стална електрична струја која би, када би се одржавала у два права паралелна проводника, неограничене дужине и занемарљиво малог кружног пресека, који се налазе у вакууму на међусобном растојању од једног метра, проузроковала међу тим проводницима силу једнаку 2×10−7 њутна по метру дужине (9. CGPM (1948) Резолуција 7, CR 70). |                     |
| келвин              | K                   | термодинамичка температура | Јединица за термодинамичку температуру (или апсолутну температуру) је тачно 1/273,16 термодинамичке температуре тројне тачке воде (13. CGPM (1967) Резолуција 4, CR 104). |                     |
| мол                 | mol                 | количина супстанце         | Јединица за количину супстанце је количина супстанце која садржи толико елементарних јединки колико има атома у 0,012 килограма чистог угљеника 12 (14. CGPM (1971) Резолуција 3, CR 78). (елементарне јединке могу бити атоми, молекули, јони, електрони или честице.) Приближно је једнак 6,02214199×1023 јединица (Авогадров број). |                     |
| кандела             | cd                  | јачина светлости           | Јединица за јачину светлости је светлосна јачина, у одређеном правцу, извора који емитује монохроматско зрачење фреквенције 540×1012 херца и чија је јачина зрачења у том правцу 1/683 вата по стерадијану (16. CGPM (1979) Резолуција 3, CR 100). |                     |

### Јединице без димензија
Следеће СИ јединице немају димензије, па стога не траже дефиницију основним јединицама.
| СИ јединице без димензија | СИ јединице без димензија | СИ јединице без димензија | СИ јединице без димензија | СИ јединице без димензија |
| ------------------------- | ------------------------- | ------------------------- | --- | ------------------------- |
| Име                       | Симбол                    | Величина                  | Дефиниција |                           |
| радијан                   | rad                       | угао                      | Јединица за угао је угао код центра круга затворен луком кружнице који је једнак у дужини полупречнику круга. Постоји {\displaystyle 2\pi } радијана у кругу.                  |                           |
| стерадијан                | sr                        | просторни угао            | Јединица за просторни угао је просторни угао код центра кугле полупречника r затворен делом површине кугле са површином r2. Постоји {\displaystyle 4\pi } стерадијана у кугли. |                           |

### Изведене јединице са посебним именима
Основне јединице могу да се комбинују како би се извеле јединице за мерење осталих величина. Некима су дата имена.
| СИ изведене јединице са посебним именима | СИ изведене јединице са посебним именима | СИ изведене јединице са посебним именима         | СИ изведене јединице са посебним именима | СИ изведене јединице са посебним именима |
| ---------------------------------------- | ---------------------------------------- | ------------------------------------------------ | ---------------------------------------- | ---------------------------------------- |
| Име                                      | Симбол                                   | Величина                                         | Изражено у основним јединицама           |                                          |
| херц                                     | Hz                                       | фреквенција                                      | s−1                                      |                                          |
| њутн                                     | N                                        | сила                                             | kg m s −2                                |                                          |
| џул                                      | J                                        | енергија                                         | N m = kg m2 s−2                          |                                          |
| ват                                      | W                                        | снага                                            | J/s = kg m2 s−3                          |                                          |
| паскал                                   | Pa                                       | притисак                                         | N/m2 = kg m −1 s−2                       |                                          |
| лумен                                    | lm                                       | светлосни флукс                                  | cd sr                                    |                                          |
| лукс                                     | lx                                       | осветљеност                                      | lm/m2 = cd sr m−2                        |                                          |
| кулон                                    | C                                        | наелектрисање                                    | A s                                      |                                          |
| волт                                     | V                                        | електрични потенцијал, eлектрични напон          | W/A = J/C = kg m2 A−1 s−3                |                                          |
| ом                                       | Ω                                        | електрична отпорност                             | V/A = kg m2 A−2 s−3                      |                                          |
| фарад                                    | F                                        | електрична капацитивност                         | C/V = A2 s4 kg−1 m−2                     |                                          |
| вебер                                    | Wb                                       | магнетни флукс                                   | kg m2 s−2 A−1                            |                                          |
| тесла                                    | T                                        | густина магнетног флукса                         | Wb/m2 = kg s−2 A−1                       |                                          |
| хенри                                    | H                                        | индуктивност                                     | Wb/A = kg m2 A−2 s−2                     |                                          |
| сименс                                   | S                                        | електрична проводност                            | Ω−1 = kg−1 m−2 A2 s3                     |                                          |
| бекерел                                  | Bq                                       | радиоактивност (број распада у јединици времена) | s−1                                      |                                          |
| греј                                     | Gy                                       | апсорбована доза (јонизујућег зрачења)           | J/kg = m2 s−2                            |                                          |
| сиверт                                   | Sv                                       | еквивалентна доза (јонизујућег зрачења)          | J/kg = m2 s−2                            |                                          |
| катал                                    | kat                                      | каталитичка активност                            | mol/s = mol s−1                          |                                          |
| степен целзијуса                         | °C                                       | термодинамичка температура                       | K (0 °C = 273.15 K, 0 K = −273.15 °C)    |                                          |

### Не-СИ јединице прихватљиве за употребу у СИ
Следеће јединице нису СИ јединице, али су „прихваћене за употребу у Међународном Систему."
| Не-СИ јединице прихваћене за употребу у СИ                 | Не-СИ јединице прихваћене за употребу у СИ | Не-СИ јединице прихваћене за употребу у СИ | Не-СИ јединице прихваћене за употребу у СИ      | Не-СИ јединице прихваћене за употребу у СИ |
| ---------------------------------------------------------- | ------------------------------------------ | ------------------------------------------ | ----------------------------------------------- | ------------------------------------------ |
| Име                                                        | Симбол                                     | Величина                                   | Еквивалент у СИ јединицама                      |                                            |
| минут                                                      | min                                        | време                                      | 1 min = 60 s                                    |                                            |
| сат (час)                                                  | h                                          | време                                      | 1 h = 60 min = 3600 s                           |                                            |
| дан                                                        | d                                          | време                                      | 1 d = 24 h = 1440 min = 86400 s                 |                                            |
| лучни степен                                               | °                                          | угао                                       | 1° = (π/180) rad                                |                                            |
| лучни минут                                                | ′                                          | угао                                       | 1′ = (1/60)° = (π/10800) rad                    |                                            |
| лучни секунд                                               | ″                                          | угао                                       | 1″ = (1/60)′ = (1/3600)° = (π/648000) rad       |                                            |
| литар                                                      | l или L                                    | запремина                                  | 0.001 m3                                        |                                            |
| тона                                                       | t                                          | маса                                       | 1 t = 103 kg                                    |                                            |
| Не-СИ јединице које нису формално усвојене од CGPM         |                                            |                                            |                                                 |                                            |
| непер, количина поља                                       | Np                                         | однос (без димензија)                      | LF = ln(F/F0) Np                                |                                            |
| непер, количина снаге                                      | Np                                         | однос (без димензија)                      | LP = ½ ln(P/P0) Np                              |                                            |
| бел, количина поља                                         | B                                          | однос (без димензија)                      | LF = 2 log10(F/F0) B                            |                                            |
| бел, количина снаге                                        | B                                          | однос (без димензија)                      | LP = log10(P/P0) B                              |                                            |
| Емпиријске не-СИ јединице прихваћене за употребу у СИ      |                                            |                                            |                                                 |                                            |
| електронволт                                               | eV                                         | енергија                                   | 1 eV = 1.60217733 (49) × 10−19 J                |                                            |
| јединица атомске масе                                      | u                                          | маса                                       | 1 u = 1.6605402 (10) × 10−27 kg                 |                                            |
| астрономска јединица                                       | AU                                         | дужина                                     | 1 AU = 1.49597870691 (30) × 1011 m              |                                            |
| Остале не-СИ јединице тренутно прихваћене за употребу у СИ |                                            |                                            |                                                 |                                            |
| морска миља                                                | морска миља                                | дужина                                     | 1 морска миља = 1852 m                          |                                            |
| чвор                                                       | чвор                                       | брзина                                     | 1 чвор = 1 морска миља на сат = (1852/3600) m/s |                                            |
| ар                                                         | a                                          | површина                                   | 1 a = 1 dam2 = 100 m2                           |                                            |
| хектар                                                     | ha                                         | површина                                   | 1 ha = 100 a = 10000 m2                         |                                            |
| бар                                                        | bar                                        | притисак                                   | 1 bar = 105 Pa                                  |                                            |
| ангстрем, ångström                                         | Å                                          | дужина                                     | 1 Å = 0.1 nm = 10−10 m                          |                                            |
| барн                                                       | b                                          | површина                                   | 1 b = 10−28 m2                                  |                                            |

### СИ префикси
Следећи СИ префикси могу да се користе како би се додао префикс било којој од горе споменутих јединица како би се направио умножак или подумножак оригиналне јединице. Списак је ажуриран новембра 2022. године на Генералној конференцији за тегове и мере када су додата још 4 префикса: рона и квета као највећи, ронто и квекто као најмањи.
| 10n   | Префикс | Симбол | Кратка скала      | Дуга скала                         | Децимални еквивалент                      |
| ----- | ------- | ------ | ----------------- | ---------------------------------- | ----------------------------------------- |
| 1030  | квета   | Q      | нонилион          | квинтилион                         | 1 000 000 000 000 000 000 000 000 000 000 |
| 1027  | рона    | R      | октилион          | квадрилијарда (хиљаду квадрилиона) | 1 000 000 000 000 000 000 000 000 000     |
| 1024  | јота    | Y      | септилион         | квадрилион                         | 1 000 000 000 000 000 000 000 000         |
| 1021  | зета    | Z      | секстилион        | трилијарда (хиљаду трилиона)       | 1 000 000 000 000 000 000 000             |
| 1018  | екса    | E      | квинтилион        | трилион                            | 1 000 000 000 000 000 000                 |
| 1015  | пета    | P      | квадрилион        | билијарда (хиљаду билиона)         | 1 000 000 000 000 000                     |
| 1012  | тера    | T      | трилион           | билион                             | 1 000 000 000 000                         |
| 109   | гига    | G      | билион            | милијарда (хиљаду милиона)         | 1 000 000 000                             |
| 106   | мега    | M      | милион            | милион                             | 1 000 000                                 |
| 103   | кило    | k      | хиљада            | хиљада                             | 1 000                                     |
| 102   | хекто   | h      | сто               | сто                                | 100                                       |
| 101   | дека    | da     | десет             | десет                              | 10                                        |
| 100   | нема    | нема   | један             | један                              | 1                                         |
| 10−1  | деци    | d      | десети део        | десети део                         | 0,1                                       |
| 10−2  | центи   | c      | стоти део         | стоти део                          | 0,01                                      |
| 10−3  | мили    | m      | хиљадити део      | хиљадити део                       | 0,001                                     |
| 10−6  | микро   | µ      | милионити део     | милионити део                      | 0,000 001                                 |
| 10−9  | нано    | n      | билионити део     | милијардити део                    | 0,000 000 001                             |
| 10−12 | пико    | p      | трилионити део    | билионити део                      | 0,000 000 000 001                         |
| 10−15 | фемто   | f      | квадрилионити део | билијардити део                    | 0,000 000 000 000 001                     |
| 10−18 | ато     | a      | квинтилионити део | трилионити део                     | 0,000 000 000 000 000 001                 |
| 10−21 | зепто   | z      | секстилионити     | трилијардити део                   | 0,000 000 000 000 000 000 001             |
| 10−24 | јокто   | y      | септилионити      | квадрилионити део                  | 0,000 000 000 000 000 000 000 001         |
| 10−27 | ронто   | r      | октилионити       | квадрилијардити део                | 0,000 000 000 000 000 000 000 000 001     |
| 10−30 | квекто  | q      | нонилионити       | квинтилионити део                  | 0,000 000 000 000 000 000 000 000 000 001 |

### Застарели метрички префикси
Следећи метрички префикси више нису у употреби: мирија-, мирио-, и било који дупли префикси као што су микромикрофаради, хектокилометри, милимикрони...

## Глобална адаптација
СИ је постао најшире кориштени мерни систем на свету, који се користи у свакодневној трговини и у науци. Прелаз на СИ је имао мало ефекта на свакодневни живот у земљама које су користиле метрички систем – метар, килограм, литар и секунда су остали непромењени као што је и начин на који су они кориштени – већина промена је утицала само мерења на радном месту.  има улогу препоручивања промена, мада нема формалну улогу у спровођење таквих промена - једна друга међувладина организација, Међународна организација законске метрологије (OIML - енгл. International Organization of Legal Metrology) пружа форум за хармонизацију националних стандарда и законодавство у погледу метрологије.
Степен и брзина прихватања СИ је варирао од земље до земље. Земље које нису усвојиле метрички систем до 1960. године, а потом су усвојиле СИ, су то учиниле директно у оквиру својих метричких програма, док су други мигрирали из ЦГС система јединица у СИ. Године 1960, највећа економија на свету је био САД, а следили су Совјетски Савез (иако тачна процена БДП из 1960. године за ову земљу није доступна), Западна Немачка, Француска, Јапан, Кина и Индија. Сједињене Државе и Уједињено Краљевство су били неметрички, Совјетски Савез, Француска и Немачка су већ користили метрички систем током једног века, Кина је користила метрички систем током периода од 35 година, док су Индија и Јапан адаптирали метрички систем у току претходних пет година. Друге неметричке земље су биле оне где су Сједињене Државе или Уједињено Краљевство имали знатан утицај.

### Уједињено Краљевство и бивша Британска империја
Коришћење метричких јединица је легализовано за трговину у Великој Британији 1864. године. Велика Британија је потписала Метарску конвенцију 1884. године и УК парламент је дефинисао јард и фунту у смислу метра и килограма 1897. Међутим Велика Британија је наставила да користи свој империјални систем мера и да спроводи империјални јединица широм своје империје. Године 1932, систем Империјалне преференције је био уведен на Отавској конференцији. Мада је Ирска напустила Комонвелт 1948. и Јужна Африка 1961, обе земље су задржале блиске економске везе са Комонвелтом.
Кад је СИ стандард био објављен 1960. године, једина већа земља Комонвелта која је адаптирала метрички систем је била Индија. Године 1863, прво читање закона који би учинио метрички систем обавезним је било успешно у Дому комуна са 110 гласова према 75. Закон, међутим, није успео да уђе у статутску књигу због недостатка парламентарног времена. Године 1965, након овог и сличних неуспешних покушаја тадашња Федерација Британске Индустрије је информисала Британску владу да њени чланови фаворизују усвајање метричког система. Образложење иза захтева је да је 80% британског извоза било у земље које су користиле метрички систем или које размишљају о промени на метрички систем. Одбор за трговину, у име владе, пристао је да подржава десетогодишњи програм метрикације. Влада се сложила са добровољном политиком која захтева минимално законодавство и да трошкови буду сношени тамо где падају. СИ би се користио од самог почетка. Остатак Комонвелта, Јужна Африка и Ирска су следили њихов пример у току неколико година; у неким земљама као што је Јужна Африка и Аустралија метрикација је била мандаторна уместо волонтерске.
До 1980 све те земље изузев Уједињеног Краљевства, Канаде и Ирске су ефективно комплетирале своје програме. У Уједињеном Краљевству распад добровољне метрикације средином седамдесетих година‍:§1.8 се подударао да облигацијом Уједињеног Краљевства као дела EEC да адаптира метрички систем, што је резултирало у легализацији мандаторне метрикације у појединим областима. Покрет евроскептицизма је заузео антиметрикациони став и Уједињено Краљевство је тражило бројна одступања од релевантних EEC директива. Након што је метрикација већине потрошачких производа комплетирана 2000. године, мноштво аспеката британског живота, посебно у влади, трговини и индустрији, користило је СИ.‍:§1.6 & §1.10 Иако се империјалне јединице широко заступљене у нерегулисаним подручјима као што су штампа и свакодневни говор, СИ или јединице одобрене за употребу уз СИ користе се у већини подручја где су мерне јединице регулисане. Изузеци високог профила обухватају продају пива, продају млека у повратним контејнерима и саобраћајне знакове у Уједињеном Краљевству. Ирски путокази (путне удаљености и брзине) претворени су у метричке јединице током прве деценије 21. века; иначе, ситуација у Ирској је слична оној у Уједињеном Краљевству.
Канада је адаптирала СИ систем за већину сврха, али су империјалне јединице још увек легално дозвољене и остају у широкој употреби у неколико сектора канадског друштва, посебно у грађевинском, трговинском и железничком сектору.